# Willi Koslowski
Willi Koslowski (født 17. februar 1937 i Gelsenkirchen, død 11. juli 2024) var en tysk fodboldspiller (angriber).
Han startede karrieren med otte sæsoner hos Schalke 04 og spillede efterfølgende tre år i Rot-Weiss Essen. Med Schalke vandt han i 1958 det tyske mesterskab.
Koslowski spillede desuden tre kampe og scorede ét mål for det vesttyske landshold. Han deltog for sit land ved VM i 1962 i Chile, hvor han dog kun spillede én af tyskernes fire kampe.

## Titler
Bundesligaen
- 1958 med Schalke 04